# Odödliga
Odödliga är en svensk dramafilm från 2015 i regi av Andreas Öhman.

## Handling
När Isak och Em möts en natt i Stockholm ger de sig ut på en roadtrip mot Luleå. Snart tar parets pengar slut och de tvingas att begå brott för att kunna ta sig fram. Brotten blir allt allvarligare och mer våldsamma. Till sist blir de efterlysta av polisen.

## I rollerna
- Filip Berg – Isak
- Madeleine Martin – Em
- Torkel Petersson – Lars, Isaks pappa
- Fanny Ketter – Felicia, Ems syster
- Mats Qviström – August, Ems pappa
- Mina Azarian – Ems mamma
- Hedda Stiernstedt – Axelia
- Lars Johansson – jägaren
- Mathilda von Essen – Lizette
- Jens Ohlin - Felicia's psykolog
- Maja Rung – Erika
- Andreas Utterhall – kriminalinspektören
- Joel Spira – Steve

## Om filmen
För sin roll som Isak Guldbaggenominerades Filip Berg vid galan 2016, men priset gick till Rolf Lassgård för En man som heter Ove, där Berg spelar Lassgårds rollfigur som ung.
Odödliga visades i TV4 i november 2020.